# Nowhere To Hide
"Nowhere To Hide" är en sång av den svenska trance-duon Antiloop. Det släpptes i oktober 1997 av Stockholm Records som den fjärde singeln från deras debut studioalbum, LP. Den nådde plats 42 i Sverige.
I Frankrike släpptes singeln på skivbolaget Polydor, som en limited edition cd singel.
Texten "You can't keep me from you, babe" är tagen från Jam & Spoons "Paradise Garage".

## Låtlista

### CD
| Nr | Titel                                  | Längd |
| -- | -------------------------------------- | ----- |
| 1. | "Nowhere To Hide (Radio Version)"      | 3:33  |
| 2. | "Nowhere To Hide (Extended Version)"   | 5:37  |
| 3. | "Nowhere To Hide (Blue Cocteau Remix)" | 8:39  |
| 4. | "Nowhere To Hide (Head Spin Mix)"      | 6:33  |

### 12"
| 1. | "Nowhere To Hide (Extended Version)" | 5:37 |
| 2. | "Nowhere To Hide (Radio Edit)"       | 3:33 |

| 3. | "Nowhere To Hide (Blue Cocteau Mix)" | 8:39 |
| 4. | "Nowhere To Hide (Head Spin Mix)"    | 6:33 |

### CD
| 1. | "Nowhere To Hide (Radio Edit)"              | 5:37 |
| 2. | "Nowhere To Hide (Extended Version)"        | 3:33 |
| 3. | "In My Mind (Stoney's Gangstas 2000 Remix)" | 8:39 |

## Listplaceringar
| Lista                           | Topplacering |
| ------------------------------- | ------------ |
| Belgien (Ultratop 40 Vallonien) | 38           |
| Frankrike (SNEP)                | 52           |
| Nederländerna (Dutch Top 40)    | 72           |
| Sverige (Sverigetopplistan)     | 42           |